# Kanton Lüderitz

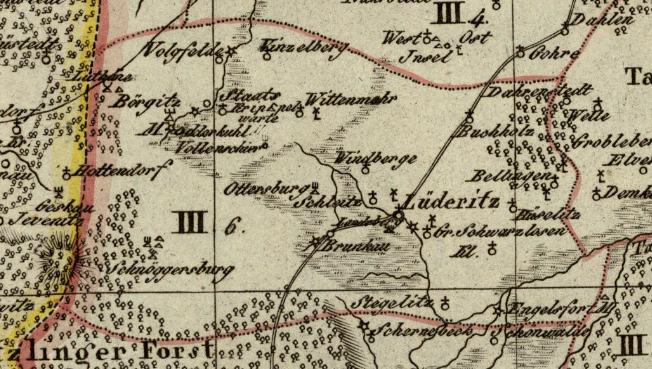
Kanton Lüderitz (II.2.) im Distrikt Stendal des Departement der Elbe

Der Kanton Lüderitz (auch Canton Lüderitz) war eine Verwaltungseinheit des Königreichs Westphalen. Er bestand von 1807 bis zur Auflösung des Königreichs Westphalen im Oktober des Jahres 1813 und gehörte nach der Verwaltungsgliederung des Königreichs zum Distrikt Stendal des Departement der Elbe. Kantonshauptort (chef-lieu) war Lüderitz, ein Ortsteil der Stadt Tangerhütte im Landkreis Stendal (Sachsen-Anhalt).

## Geschichte
Im Frieden von Tilsit musste Preußen 1807 unter anderen Gebieten auch die Altmark und das Herzogtum Magdeburg an das in diesem Jahr neu gegründete Königreich Westphalen abtreten. Aus diesen Gebieten und kleineren, vom Königreich Sachsen abgetretenen Gebieten (Grafschaft Barby und Amt Gommern) wurde das Departement der Elbe gebildet, das in vier Distrikte (Magdeburg, Neuhaldensleben, Stendal und Salzwedel) gegliedert war. Der Distrikt Stendal untergliederte sich weiter in 13 Kantone (cantons), darunter der Kanton Lüderitz. Zum Kanton Lüderitz gehörten neun Gemeinden (von der heutigen Schreibweise abweichende Originalschreibweisen sind kursiv):
- Lüderitz, Dorf, Kantonshauptort (chef-lieu) mit Landsberg
- Stegelitz, Dorf, mit Klein Schwarzlosen (Klein-Schwarzlosen)
- Hüselitz, Dorf
- Bellingen, Dorf
- Buchholz, Dorf
- Wittenmohr, Dorf, mit Windberge
- Schleuß (Schleitz), Dorf, mit den Meiereien Brunkau und Ottersburg
- Staats (Staatz), Dorf, mit Börgitz, Vollenschier und den Häusern Luthäne, Modderkuhl (ehemalige Wassermühle an der Uchte, heute Altes Gut der Gemeinde Uchtspringe), Schnöggersburg (moderne Wüstung, Truppenübungsplatz Altmark) und Kröpelwarthe (Krüppelwarte) (Lage:)
- Vinzelburg (Winzelburg), Dorf, mit Volgfelde

Die Orte gehörten vor/bis 1807 zum Tangermündeschen Kreis der Mark Brandenburg.
1808 hatte der Kanton Lüderitz 3.319 Einwohner
1811 wird die Fläche des Kantons Tangermünde mit 3,96 Quadratmeilen angegeben, die Bevölkerungszahl mit 3.262 Einwohnern. Ab etwa 1811 wurde der Kanton Lüderitz zusammen mit dem Kanton Burgstall in Personalunion verwaltet. Kantonmaire war ein Herr von Roth zu Köckte. Die beiden Kantone hatten nach dem Hof- und Staatshandbuch zusammen 5.646 Einwohner bzw. nach dem Hof- und Staatskalender 5.649 Einwohner. 1811 hatte der Kanton Lüderitz (hier wieder ohne Kanton Burgstall) 2.640 Einwohner.
Mit dem Zerfall des Königreichs Westphalen nach der Völkerschlacht bei Leipzig im Oktober 1813 wurde die vorherige preußische Verwaltungsgliederung wiederhergestellt. In der Kreisreform von 1816 kam das Gebiet des Kantons Lüderitz zum Kreis Stendal.